# Пол Ромер
Пол Майкл Ромер (англ. Paul Michael Romer; нар. 7 листопада 1955, Денвер, Колорадо) — американський економіст. Лауреат премії Ректенвальда 2002 року та Нобелівської премії з економіки 2018 року спільно з Вільямом Нордгаузом. З 2016 року — Шеф-економіст Світового банку.
Син колишнього губернатора штату Колорадо Роя Ромера. Бакалавр математики (1977) та доктор філософії (1983) у галузі економіки Чиказького університету.
Професор Стенфордського університету, потім Нью-Йоркського університету.

## Основні твори
- «Нові товари, старі теорії і витрати добробуту торговельних обмежень» (New Goods, Old Theory, and the Welfare Costs of Trade Restrictions, 1994);
- «Наука, економічне зростання та громадська політика» (Science, Economic Growth and Public Policy, 1996).

## Нова теорія економічного зростання
Пол Ромер поряд з Робертом Лукасом є основоположником нової теорії економічного зростання, відомої як модель «Лукаса-Ромера». Відповідно до цієї моделі основним фактором економічного зростання є зростання капіталовкладень у НДДКР та інвестиції у людський капітал. Один з висновків моделей Ромера та Лукаса полягає у тому, що економіка, що володіє ресурсами людського капіталу та розвиненою наукою, має у довгостроковій перспективі кращі шанси зростання, ніж економіка, позбавлена цих переваг.